# Dak Lak (provincie)
Dak Lak (vietnamsky Đắk Lắk) je provincie na jihu Vietnamu. Žije zde téměř 2 miliony obyvatel, hlavní město je Buon Ma Thuot.

## Geografie
Sousedí s provinciemi Gia Lai, Phu Yen, Khanh Hoa, Lam Dong a Dak Nong. Na severozápadě sousedí s Kambodžou.